# Creu de les Forques (Avinyó Nou)

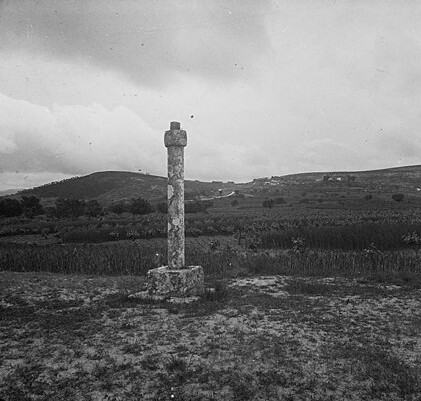
La creu el 1917

La Creu de les Forques, també anomenada Creu del Carme, Creu de la plaça de la Creu i Creu de cal Carbó, és una creu de terme del poble d'Avinyó Nou, al municipi d'Avinyonet del Penedès (Alt Penedès), situada a la cruïlla de la Carrerada i el camí de les Forques, a un extrem del carrer del Carme.
És una creu de pedra de base quadrangular, que s'eleva a sobre d'un podi de dos graons d'alçada. El fust és poligonal, i la creu pròpiament dita està sobre un capitell llis i és de forma trevolada. Va ser posada per mossèn Ramon Casajuana, durant els anys en què va estar a Avinyonet, és a dir entre 1939 i 1946, Sembla que ja hi era a l'indret i va ser refeta.